# غرانت روبرتسون
غرانت روبرتسون (بالإنجليزية: Grant Robertson)‏ هو سياسي نيوزلندي، ولد في 30 أكتوبر 1971 في نيوزيلندا. حزبياً، نشط في حزب العمال النيوزيلندي. وقد انتخب عضو مجلس النواب نيوزيلندا عن دائرة Wellington Central (New Zealand electorate) ‏ وقد انضم خلال فترته النيابية ‏ للكتلة البرلمانية حزب العمال النيوزيلندي.

## وصلات خارجية
- الموقع الرسمي